# 白卫川
白卫川（1914年—2014年3月29日），山西省代县人，中华人民共和国政治人物。

## 生平
早年参加抗日战争，担任太岳军区卫生部政治处组织宣传干事、六十军卫生理疗队政治协理员等职。1950年3月，任川西军区整训队军事代表、川西军区教三团、二团政治处主任、六十军军直政治处主任、六十军野炮团副政委、政委等，参加朝鲜战争板门店谈判。1965年5月后，任安徽省人委会机关事务管理局副局长等职。1979年7月，任安徽工学院副院长。2014年3月2日去世。